# Francesco Del Buono
Francesco Del Buono (Milazzo, 1859 – Milazzo, 23 marzo 1943) è stato un generale italiano, distintosi particolarmente nel corso della guerra italo-turca, dove venne insignito delle Croci di Cavaliere e di Ufficiale dell'Ordine militare di Savoia.

## Biografia
Nacque a Milazzo, allora parte del Regno delle Due Sicilie, nel 1859. Arruolatosi nel Regio Esercito, frequentò la Regia Accademia Militare di Fanteria e Cavalleria di Modena da cui uscì nel 1878 con il grado di sottotenente assegnato all'arma di fanteria. Successivamente frequentò la Scuola di guerra di Torino. Da capitano prestò servizio nel 69º Reggimento fanteria della Brigata Ancona, di stanza a Messina. Nel 1900, con il grado di tenente colonnello, fu assegnato al comando del 1º Battaglione del 4º Reggimento fanteria. Promosso colonnello, il 7 settembre 1905  fu destinato al comando del 71º Reggimento fanteria.  Divenuto maggior generale nel 1911 ebbe il comando della Brigata Cuneo e si distinse durante la guerra italo-turca (1911-1912) guadagnandosi la Croce di Cavaliere dell'Ordine militare di Savoia, commutata poi in quella di Ufficiale
Collocato in posizione ausiliaria nel 1915, dopo l'entrata in guerra del Regno d'Italia, avvenuta il 24 maggio, è richiamato in servizio posto dapprima al comando della Divisione militare di Milano, e poi della 15ª Brigata della Milizia territoriale raggiungendo il grado di tenente generale nel 1916. Dopo il termine della guerra divenne generale di divisione, e fu collocato in congedo assoluto il 16 dicembre 1937. Si spense a Milazzo il 23 marzo 1943. Il suo paese natale gli ha intitolato una via.